# Cadini di Misurina
Pohoří Cadini di Misurina tvoří jižní konec Sextenských Dolomit a nachází se v italské provincii Belluno. Horská krajina, která je velmi působivá díky četným velkolepým skalnatým vrcholům a vrcholkům, je na západě ohraničena jezerem Lago di Misurina, na severu Tre Cime di Lavaredo a na jihu a východě údolím Val d'Ansiei a je považována za ráj horolezců. Nejvyšší horou je Cima Cadin di San Lucano (2839 m). Jako součást dolomitických horských skupin sdružených organizací UNESCO pod názvem "Severní Dolomity" je skupina Cadini se všemi svými podskupinami od 26. června 2009 součástí světového dědictví UNESCO Dolomity.
Na Cima Cadin Nord Est (2796 m n. m.) vede velmi exponovaná ferrata Via Ferrata Merlone. Celou horskou skupinu protíná vysokohorská stezka Bonacossaweg (Sentiero Bonacossa), částečně exponovaná a zajištěná, využívající skalní římsy a staré cesty z horské války. Za přínosnou túru je považován také vysokohorský okruh centrální skupinou Cadini (Giro di Cadini) po Sentiero Durissini, který je v zimě považován za velmi náročnou lyžařskou túru.
Od jezera Lago di Misurina vede sedačková lanovka na Rifugio Col de Varda. 

## Další výrazné vrcholy
- Cima Cadin di Rimbianco (2404 m)
- Cima Eötvös (2837 m), pojmenovaná po Rolandu von Eötvösovi

## Horské chaty ve skupině Cadini
- Chata Fonda Savio (2359 m, CAI)
- Rifugio Città di Carpi (2110 m, CAI)
- Rifugio Col de Varda (2106 m, soukromý)

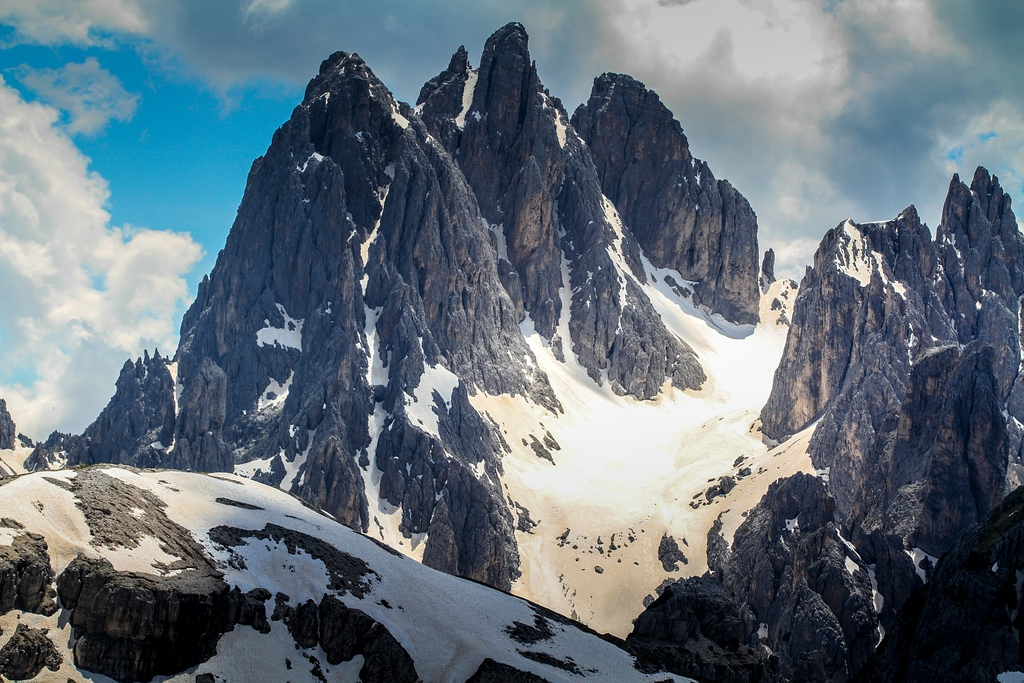
Cima Cadin Nord Est, Cima Cadin di San Lucano a Cima Eötvös
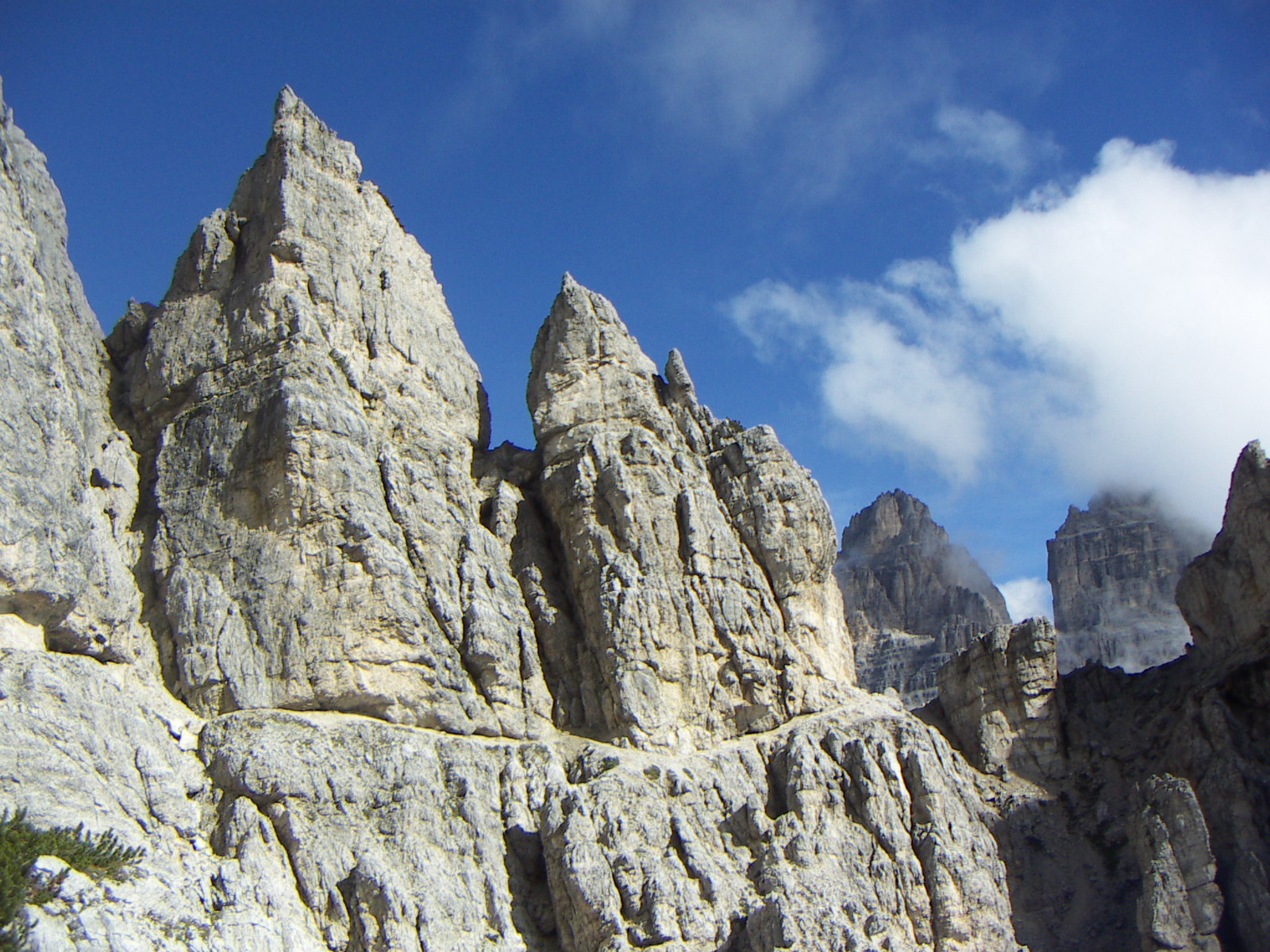
Bonacossaweg
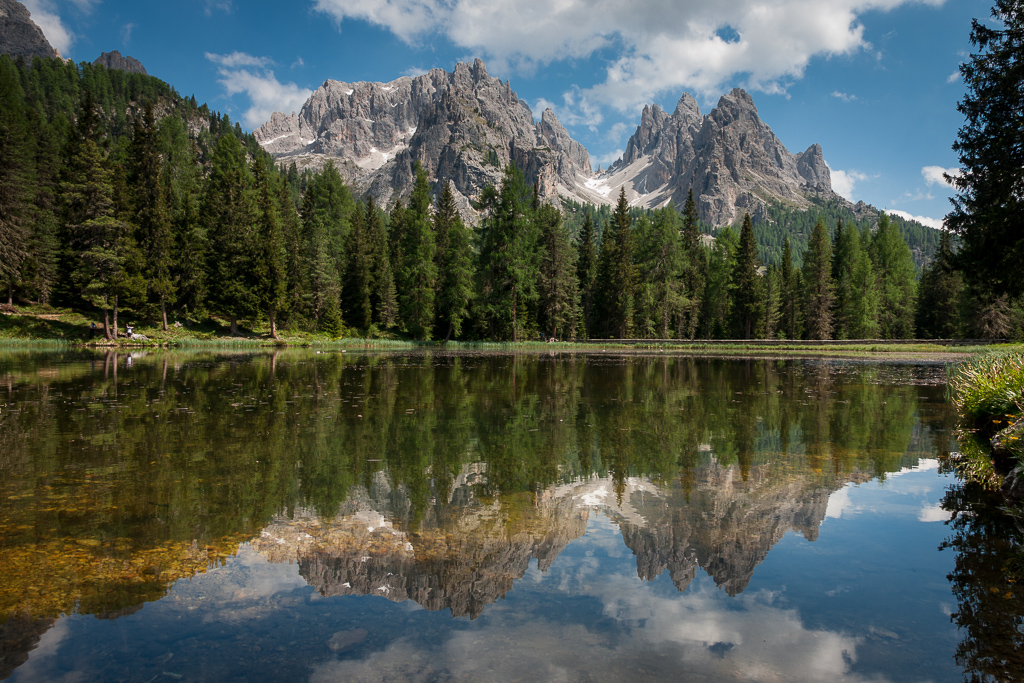
Skupina Cadini od jezera Lago d'Antorno
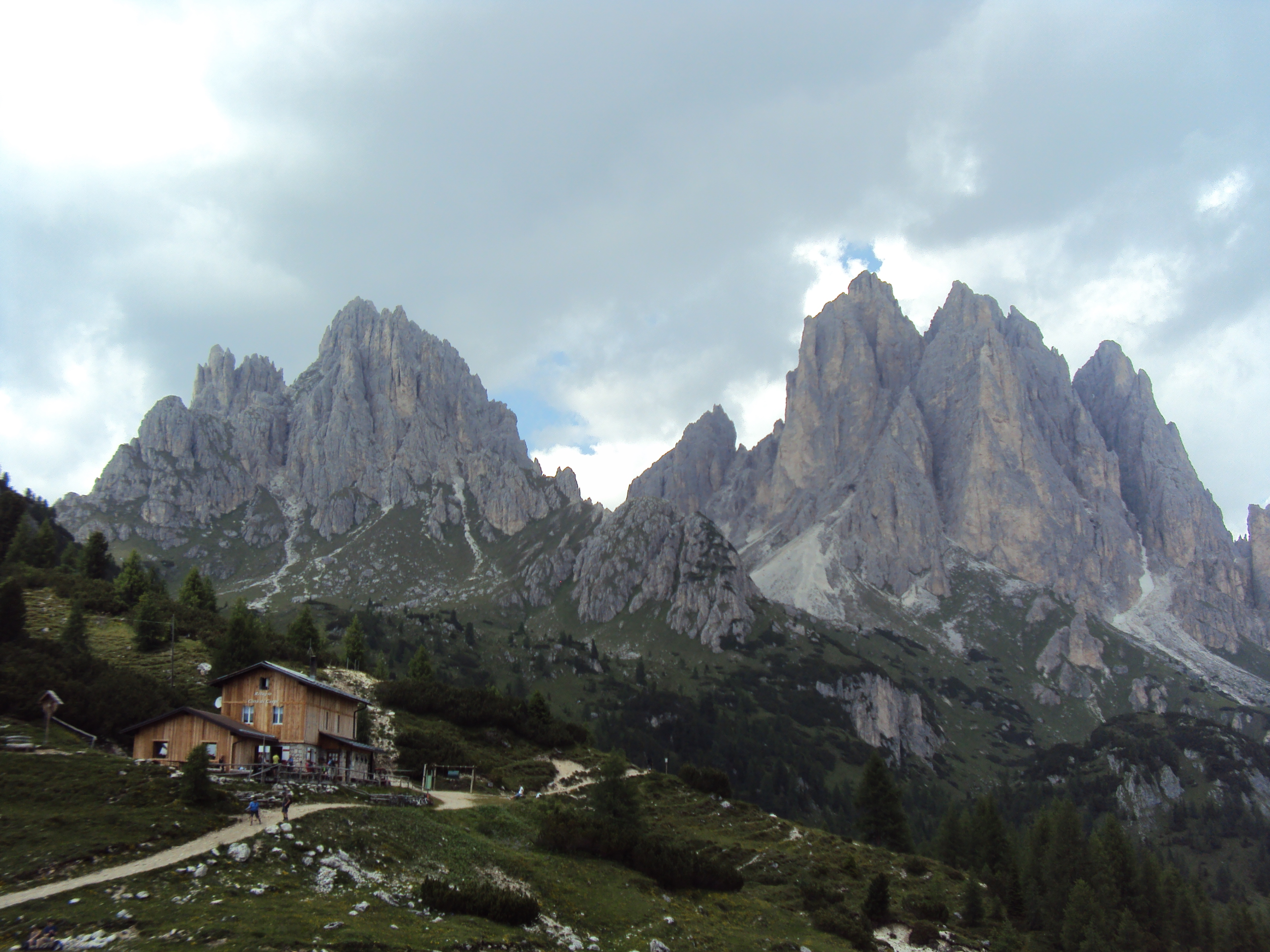
Rifugio Città di Carpi